# Кала-Форментор

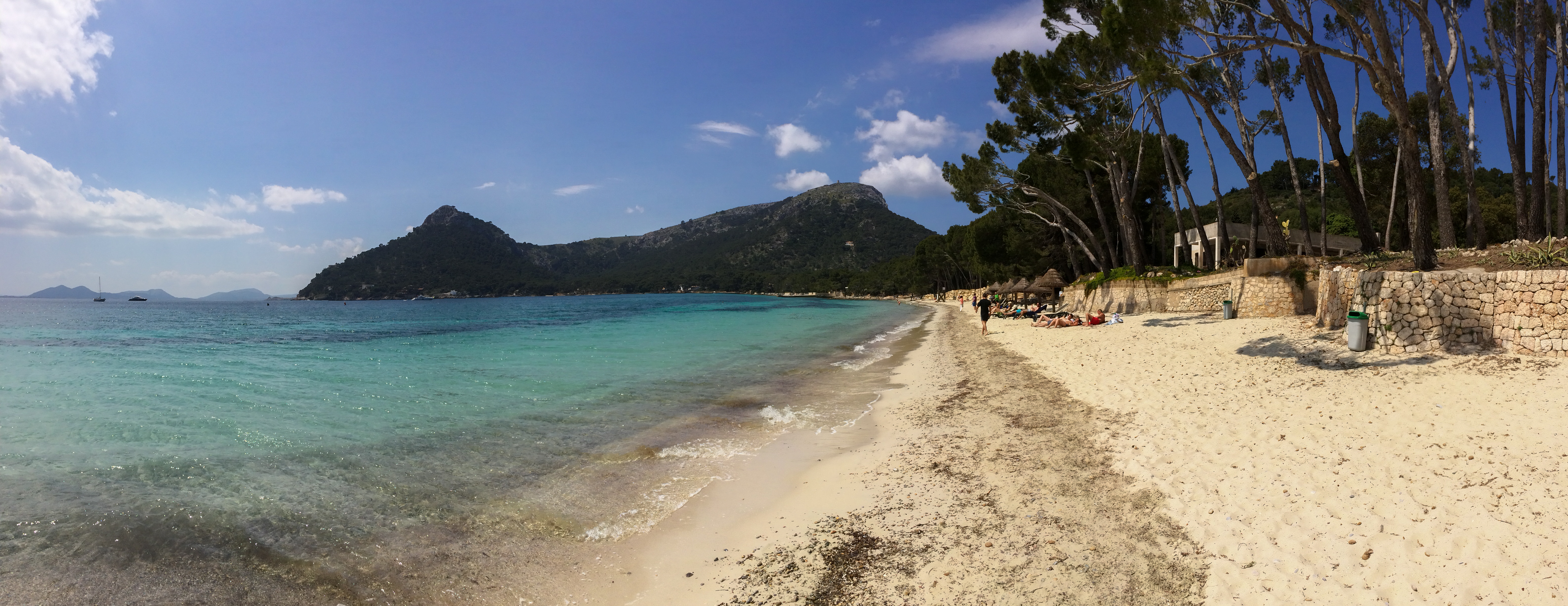
Пляж Кала-Форментор, відомий також як Пладжя-де-Форментор

Ка́ла-Форменто́р (кат. Cala Formentor), також відомий як Ка́ла-Пі-де-ла-Поса́да (кат. Cala Pi de la Posada) або Пла́джя-де-Форменто́р — пляж в однойменній бухті на острові Мальорка (Балеарські острови, Іспанія). Розташований на півострові Форментор у північній частині острова. Найближчий населений пункт Порт-де-Польєнса знаходиться у 14 км. 

## Опис
Тут знаходиться готель Форментор, який є всесвітньо відомим завдяки знаменитим художникам та політикам, які зупинялися тут, а також через важливі події, які тут організовуються. Тут бували Вінстон Черчілль, Джон Вейн, Октавіо Пас та інші.
Піщана зона пляжу дуже довга, однак вузька і утворена досить дрібнозернистим піском прозорого та білого кольору. На узбережжі, що оточує цей пляж, зростають густі і зелені дерева сосни та дуба. Морські та підводні умови відмінно підходять для якоріння човнів. В 3,5 морських милях знаходиться Порт-де-Польєнса.
Пляж був відзначений Блакитним прапором.
Пляж обладнаний душем, туалетами і парасолями, рятувальною службою, контейнерами для сміття. Неподалік від пляжу знаходяться ресторани і паркінг. Також тут є зона для заняття водними видами спорту.
Характеристика
- Довжина — 840 м
- Ширина — 8 м
- Тип пляжу — природний, склад — піщаний
- Доступ — пішоходнийі і судоходний
- Рівень відвідуваності — високий
- Доступ для людей з обмеженими можливостями — так
- Якірна зона — так